# Postać fantastyczna
Postać fantastyczna – najczęściej jest to bohater fikcyjny występujący w literaturze fantastycznej, ale nie tylko (także w mitologii itp). Bohater ten wyróżnia się cechami niespotykanymi u ludzi: za sprawą jakiegoś przedmiotu lub przemiany zyskuje niezwykłe zdolności.
Za pierwsze postacie fantastyczne występujące w dziejach można uznać bohaterów wywodzących się z mitologii oraz tekstów religijnych (np. Biblii). Byli oni przedstawiani różnorako, np. Minotaur jako pół człowiek, pół byk, a Dedal mający niezwykły umysł, który był zdolny do lotu w przestworzach. Byli to bohaterowie stworzeni na początku dziejów dla wyjaśnienia najróżniejszych zjawisk występujących w przyrodzie.